# Karl Sundén (filolog)
Karl Fritiof Sundén, född den 30 oktober 1868 i Västerås, död den 21 april 1945 i Saltsjöbaden, var en svensk filolog. Han var son till lektor Daniel Anton Sundén och farbror till professor Hjalmar Sundén. 
Sundén blev filosofie kandidat vid Uppsala universitet 1890, filosofie licentiat 1900 och filosofie doktor 1904. Han blev docent i engelska vid Uppsala universitet sistnämnda år, professor i engelska språket och litteraturen vid Göteborgs högskola 1913 och emeritus 1935. Sundén blev ledamot av Vetenskaps- och Vitterhetssamhället i Göteborg 1917.
Sundéns vetenskapliga författarskap "utmärkes", skriver Arvid Gabrielson i Nordisk familjebok, "genom originalitet och logisk skärpa samt är egnadt företrädesvis åt syntaktiska och allmänt språkliga frågor". Han utgav (från 1912) omarbetade och tillökade upplagor av sin fars "Svensk språklära i sammandrag för allmänna läroverken".
Bland Sundéns egna skrifter kan nämnas Contributions to the study of elliptical words in modern english (1904) och The predicational categories in english och A category of predicational change in english (i Uppsala universitets årsskrift 1916).